# فيجاي بهادر ياداف
فيجاي بهادر ياداف هو سياسي هندي، ولد في 14 سبتمبر 1969. نشط حزبياً في حزب بهاراتيا جاناتا. وقد انتخب عضو الجمعية التشريعية في أتر برديش ‏.